# 寝巻

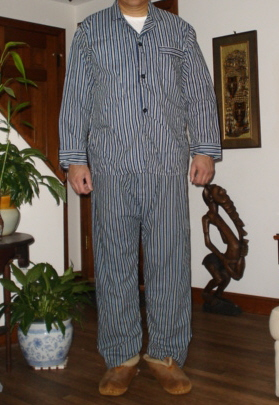
パジャマの例

寝巻（ねまき、寝巻き）とは、就寝時に身にまとう衣服。昔、庶民の間、体を暖かくするため、服を肌に巻くという慣習が語源だと考えられている。
寝間着とも表記し、「寝間（すなわち、寝室）で身に着ける衣服」という意味合いが強く、旧来の和装を指すイメージが強い「寝巻」に対して、洋装にも当てやすい字として用いられることが多い。
文部省（現在は文部科学省）は『公用文の書き表し方の基準 資料集』で「寝巻き」とした。一方、新聞では「寝間着」が統一表記とされている。「ねまき」で意図的に和風のものを指している場合があり、その場合は洋風の「パジャマ」や「ネグリジェ」などと意図的に対比するために使われている。しかし、近年では「ねまき」という語を、和風のものだけでなく洋風のパジャマやジャージやTシャツなども含めて、ともかく就寝時に身にまとう衣類を広く指すために使う人もいる。
狭義では欧米のナイトウェアが類義語、広義では同義語である。
「寝衣」を狭義の寝巻や狭義のナイトウェアの包括語と捉える場合は、寝巻は寝衣の一種である。

## 歴史

### 開港の以前
平安時代から室町時代まで、日本には寝巻が存在せず、下着が寝巻として使用されていた。庶民は普段着のまま寝たため、着所寝（きどころね）という言葉もあった。上流層は「白小袖」という白い下着で寝た。襦袢が登場してからはこれを寝巻とすることが多かった。
江戸時代の幕末、浴衣の用途が外出着として拡大すると、現在の寝巻の原形になった。

### 明治時代からの変化
明治維新を機に西洋化が推し進められる時代（近代）が到来すると、和服だけが日本人の衣服という時代は終焉を迎える。しかし、帰宅のあとの睡眠の時間には和式の服を着る習慣は続けていた。その上、女性の場合、社会的な変化をあまり受けなかったため、和式の服を着るのが長く続いた。
それ以降数十年を掛けて、パジャマや女性用のネグリジェなどといった欧米スタイルの就寝時専用の寝間着（寝巻）、すなわち狭義の「ナイトウェア」が徐々に定着していった。あの時期の寝巻は性別、年齢、既婚によって異なっていて、例えば、女性の場合、未婚者はネグリジェ、既婚者はパジャマを着た。
和服を普段着とする人が珍しくなった平成時代ともなると、主に欧米風のものが寝巻（寝間着）の代表的イメージとなった。

## 近年の広義の「ねまき」
明治時代から徐々に始まっていたことではあるが、ステテコであれ、洋風のパジャマやネグリジェであれ、どちらもともかく「ねまき」と呼ぶことが次第に行われるようになり、また特に昭和時代以降は、ジャージー、スウェット、Tシャツなど、何であっても、就寝時に着用する衣類のことは、（いちいち呼びわけるのが面倒なので）ともかく「ねまき」（寝間着、寝巻）と呼ぶ人が多くなっている。この意味では、「ねまき」とは「ともかく、就寝時に身に着ける衣服」のことである（つまり総称のように使われるようになっている）。この意味では、他文化圏のそれ、すなわち広義の「ナイトウェア」、あるいは「寝衣」も含めている。

## 着替えの時点
日本の場合、入浴文化により、入浴のあとに寝巻に着替える人が多数である。しかし、着替えのタイミングは文化圏によって違いがあり、「休息する時間」と関係がある。例えば、2005年の調査結果では、アメリカの場合、朝にシャワーを浴びる文化であり、寝る直前に着替えて、韓国の場合、入浴とは関係せず、帰宅後すぐ着替える人が半分以上であった。